# Horné Semerovce
Horné Semerovce (deutsch Obersemered, ungarisch Felsőszemeréd) ist eine Gemeinde im Westen der Slowakei mit 640 Einwohnern (Stand 31. Dezember 2024), die zum Okres Levice, einem Teil des Nitriansky kraj, gehört.

## Geographie
Die Gemeinde befindet sich im Osten des slowakischen Donautieflands am südöstlichen Rand des Hügellands Ipeľská pahorkatina, am rechten Ufer der Štiavnica im Einzugsgebiet des Ipeľ. Das Ortszentrum liegt auf einer Höhe von 134 m n.m. und ist neuneinhalb Kilometer von Šahy sowie 30 Kilometer von Levice entfernt.
Nachbargemeinden sind Hokovce im Norden, Tupá (Ortsteil Chorvatice und Hauptort) im Osten und Südosten, Dolné Semerovce im Süden und Südwesten, Demandice im Westen und Santovka im Nordwesten.

## Geschichte

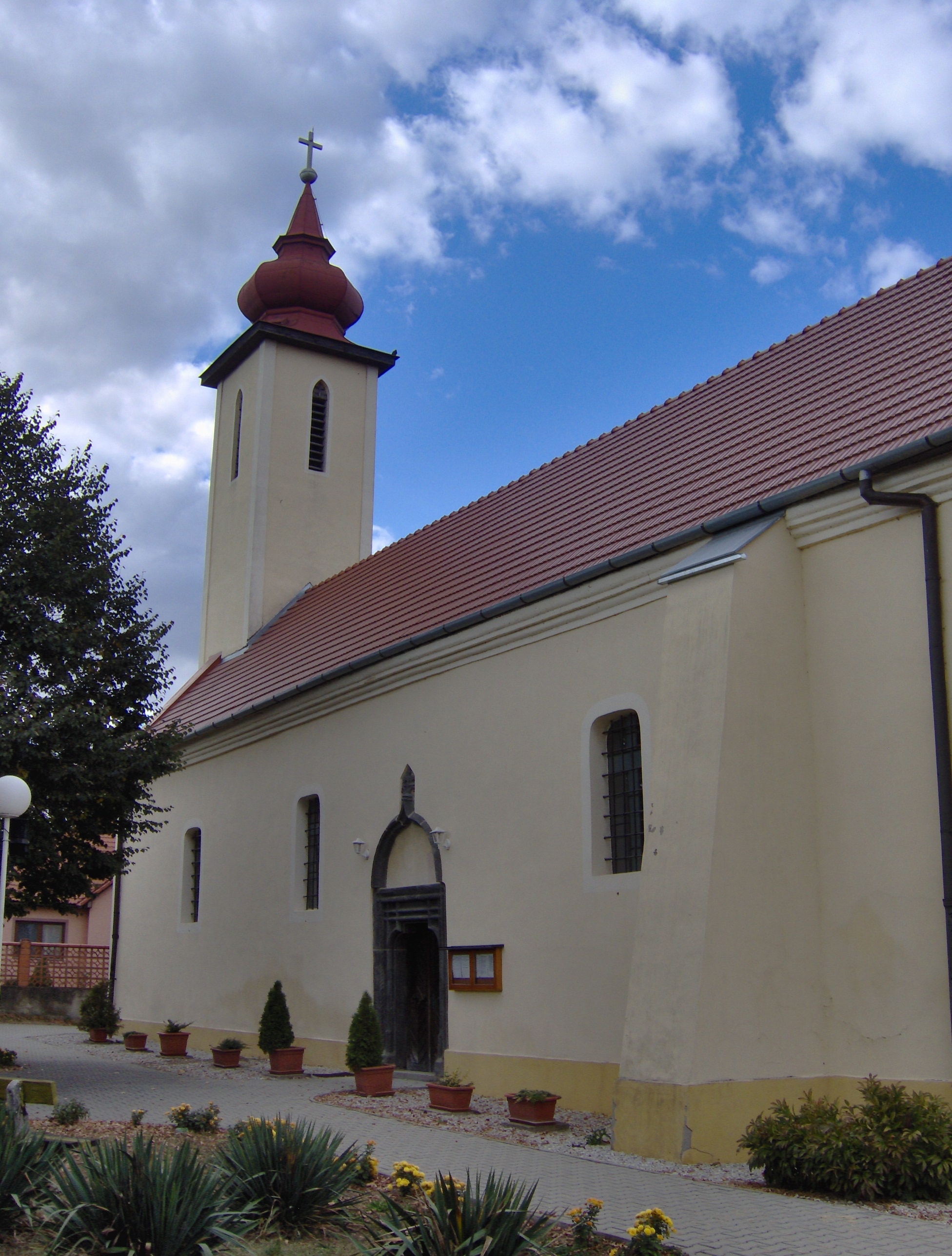
Kirche in Horné Semerovce

Horné Semerovce wurde zum ersten Mal 1268–70 als Zemered schriftlich erwähnt und war zuerst Besitz des Landadels. Im 14. Jahrhundert gehörten die Ortsgüter der Familie Kónyi aus dem Geschlecht Kacsics, ab dem 18. Jahrhundert der Familie Hellenbach, gefolgt von den Familien Földváry und Ivánka im 19. Jahrhundert. 1715 gab es 11 Haushalte, 1828 zählte man 50 Häuser und 302 Einwohner, die als Landwirte beschäftigt waren.
Bis 1918 gehörte der im Komitat Hont liegende Ort zum Königreich Ungarn und kam danach zur Tschechoslowakei beziehungsweise heute Slowakei. Auf Grund des Ersten Wiener Schiedsspruchs lag er von 1938 bis 1945 noch einmal in Ungarn.

## Bevölkerung
| Jahr                | 1994 | 2004    | 2014    | 2024    |
| ------------------- | ---- | ------- | ------- | ------- |
| Anzahl der Personen | 638  | 625     | 612     | 640     |
| Unterschied         |      | −2,03 % | −2,08 % | +4,57 % |

| Jahr                | 2023 | 2024    |
| ------------------- | ---- | ------- |
| Anzahl der Personen | 633  | 640     |
| Unterschied         |      | +1,10 % |

Nach der Volkszählung 2011 wohnten in Horné Semerovce 610 Einwohner, davon 314 Slowaken, 276 Magyaren, vier Tschechen und ein Rom. Ein Einwohner gab eine andere Ethnie an und 14 Einwohner machten keine Angabe zur Ethnie.
547 Einwohner bekannten sich zur römisch-katholischen Kirche, neun Einwohner zur altkatholischen Kirche, sechs Einwohner zu den christlichen Gemeinden, vier Einwohner zur Evangelischen Kirche A. B. und sechs Einwohner zu einer anderen Konfession. 22 Einwohner waren konfessionslos und bei 16 Einwohnern wurde die Konfession nicht ermittelt.

## Bauwerke

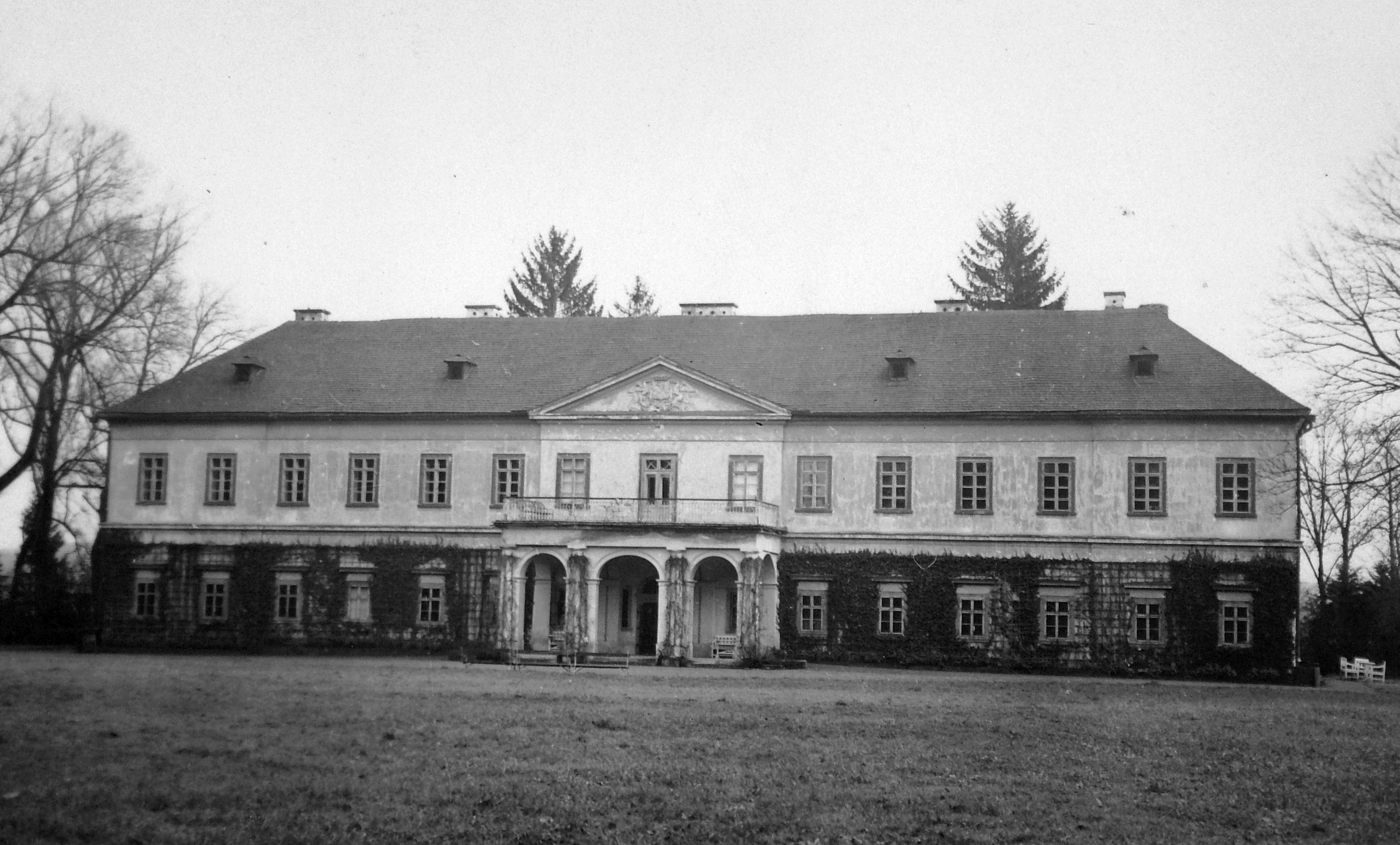
Historische Abbildung des Landschlosses, 1936

- römisch-katholische Kirche, der ursprüngliche Bau wurde im 13. Jahrhundert errichtet. Die Kirche wurde 1458 umgebaut, später im Barockstil neu gestaltet und 1888 erweitert
- Landschloss der Familie Wilczek im Barockstil aus dem Jahr 1763 mit einem angeschlossenen Park, heute in baufälligem Zustand
- Glockenturm aus dem 18. Jahrhundert

## Verkehr
Durch Horné Semerovce passiert die Straße 1. Ordnung 66 (E 77) zwischen Šahy und Zvolen, hier zusammengeführt mit der Straße 1. Ordnung 75 zwischen Nové Zámky und Veľký Krtíš. Die Bahnstrecke Zvolen–Šahy verläuft außerhalb des Ortes, mit nächsten Anschlüssen an den Haltestellen Tupá und Slatina.

## Söhne und Töchter der Gemeinde
- Imre Ivánka (1818–1896), ungarische Politiker und Gründer des Ungarischen Roten Kreuzes